# 范宗
范宗（1396年—？），字宗器，浙江台州府臨海縣人，明朝政治人物。進士出身。

## 生平
順天府鄉試第四十一名。宣德五年（1430年）丁丑科會試第四名，殿試登進士第三甲第五十九名。

## 家族
曾祖范子全。祖父范仲善（另有作范用善）。父亲范居安。另有一子文皆為進士。